# Konrad Baumann
Konrad Baumann (Berlijn, 15 november 1991) is een Duits acteur. Hij kwam in de filmindustrie terecht vanwege zijn ouders, een componist van filmmuziek en een kostuumontwerpster. Hij woont samen met zijn broer en ouders in München.
In 2002 debuteerde Baumann in de Pro7-tvfilm Santa Claudia. Hij verwierf grotere naamsbekendheid door zijn rol in Die Wilden Kerle 2 en Die Wilden Kerle 3. In 2007 verscheen hij ook in Blöde Mütze als Oliver. 
Baumann speelde ook in de backstageclub van het Nationale Theater in München, waar hij meespeelde in Leonce en Lena van Georg Büchner. 

## Filmografie
- 2002: Santa Claudia (TV)
- 2005: Die Wilden Kerle 2
- 2006: Die Wilden Kerle 3
- 2007: Blöde Mütze! (Stomme pet! of "Zotte zoete zomer" in het Nederlands)

- Gemeinsame Normdatei: 1094718254
- Virtual International Authority File: 31145971378132330712
- WorldCat: E39PBJcGhxWG8ChjBfpgX9qPcP